# Gottfried Heinrich Stölzel
Gottfried Heinrich Stölzel (Schwarzenberg, 30 de gener de 1690 - Gotha, 17 de novembre de 1749) fou un compositor i musicòleg alemany del Barroc tardà.
Fill d'un organista que li ensenyà els primers passos de la música, després estudià amb Melchior Hoffman i Schneeberg, establint-se a Breslau com a professor particular. Després es dirigí a Itàlia, on hi va romandre molts anys, i al seu retorn fou nomenat mestre de capella de Gotha, no sense abans haver residit llargues temporades a Praga i Bayreuth.
Va compondre les òperes:
- Narcissus (Breslau, 1711);
- Valeria (Naumburg, 1712);
- Artemisa (Naumburg, 1712);
- Orion (Naumburg, 1712);
- Venus und Adonis (Praga, 1714);
- Acis und Galathea (Praga, 1715);
- Das Durch die Liebe besiegte Gluck (Praga, 1716);
- Diomedes (Bayreuth, 1717);
- Musenberg (Gotha, 1723);
- Rosen und Dornen;
- 14 oratoris, entre ells Maria Magdalena, Jesús patiens i Caino;
- Vuit dobles sèries de cantates i de motets, diverses misses i moltes obres instrumentals.